# اس‌ام یوسی-۴۷
اس‌ام یوسی-۴۷ (به انگلیسی: SM UC-47) یک زیردریایی بود که طول آن ۱۷۰ فوت ۱ اینچ (۵۱٫۸۴ متر) بود. این زیردریایی در سال ۱۹۱۶ ساخته شد.